# IC 4806
IC 4806 је спирална галаксија у сазвјежђу Паун која се налази на листи објеката дубоког неба у Индекс каталогу.
Деклинација објекта је - 57° 31' 57" а ректасцензија 19h 1m 30,7s. Привидна величина (магнитуда) објекта IC 4806 износи 12,4 а фотографска магнитуда 13,2. Налази се на удаљености од 53,797 милиона парсека од Сунца. IC 4806 је још познат и под ознакама ESO 141-20, FAIR 503, FAIR 853, AM 1857-573, PGC 62689.